# Balearica pavonina
La grulla coronada cuellinegra (Balearica pavonina) es una especie de ave gruiforme de la familia Gruidae propia de África.

## Distribución y hábitat
Es nativo de Benín, Burkina Faso, Camerún, República Centroafricana, Chad, República Democrática del Congo, Eritrea, Etiopía, Gambia, Ghana, Guinea, Guinea-Bissau, Kenia, Malí, Mauritania, Níger, Nigeria, Senegal, Sudán del Sur, Sudán, y Togo. Ocurre incidentalmente en Costa de Marfil, Egipto, Sierra Leona, y Uganda. Su hábitat natural se compone de sabanas, pastizales y humedales.

## Subespecies
Se reconocen las siguientes subespecies:
- Balearica pavonina ceciliae Mitchell, 1904
- Balearica pavonina pavonina (Linnaeus, 1758)